# Katarzyna Skorupa
Katarzyna Skorupa (ur. 16 września 1984 w Radomiu) – polska siatkarka grająca na pozycji rozgrywającej, reprezentantka Polski.
Jest córką Andrzeja Skorupy – byłego siatkarza Czarnych Radom i reprezentanta Polski oraz siostrą-bliźniaczką Małgorzaty Skorupy, także siatkarki.
27 kwietnia 2022 poinformowała na Instagramie o zakończeniu kariery sportowej.

## Sukcesy klubowe
Mistrzostwo Polski:
- 2010
- 2007, 2008, 2009
- 2005, 2011

Puchar Polski:
- 2006, 2008, 2009

Superpuchar Polski:
- 2010

Klubowe Mistrzostwa Świata:
- 2012

Liga Mistrzyń:
- 2013, 2017
- 2014, 2016

Mistrzostwo Azerbejdżanu:
- 2013, 2014

Mistrzostwo Włoch:
- 2015
- 2018

Superpuchar Turcji:
- 2015

Mistrzostwo Turcji:
- 2016

Superpuchar Włoch:
- 2016, 2017

Puchar Włoch:
- 2017, 2018

## Sukcesy reprezentacyjne
- 2008 – awans z reprezentacją Polski na igrzyska olimpijskie w Pekinie

## Nagrody indywidualne
- 2008 – MVP i najlepsza rozgrywająca Pucharu Polski
- 2009 – Najlepsza rozgrywająca Pucharu Polski
- 2011 – Najlepsza rozgrywająca Pucharu Polski
- 2013 – Najlepsza rozgrywająca w finale Mistrzostw Azerbejdżanu

## Życie prywatne
Jest publicznie zdeklarowaną lesbijką. Była w związku z włoską siatkarką Paolą Egonu.